# Лебрен, Жюли
Жанна Жюли Луиза Лебрен (фр. Jeanne Julie Louise Le Brun; 12 февраля 1780, Париж, Королевство Франция — 8 декабря 1819, Париж) — французская художница, дочь художницы Элизабет Виже-Лебрен.

## Биография
Жюли Лебрен родилась 12 февраля 1780 года в семье художника и торговца произведениями искусства Жана-Батиста-Пьера Лебрена (1748—1813) и его жены, художницы Элизабет Виже-Лебрен (1755—1842). Её отец имел родственные связи с художником Шарлем Лебреном. Её дедом по матери был Луи Виже (1715—1767), который также был художником-пастеллистом. В раннем возрасте она создала несколько пастельных работ, в том числе одну по мотивам Якоба Орта; в своих воспоминаниях мать Жюли упоминала «её счастливую склонность к живописи».
Когда разразилась Великая французская революция, Элизабет Виже-Лебрен покинула Париж вместе с дочерью и её гувернанткой, в ночь с 5 на 6 октября, в направлении Италии. Сначала они жили в Турине, Парме, Флоренции, затем в Риме. Они оставались на длительный период в Вене и Санкт-Петербурге. Родители Жюли развелись в 1794 году.
Элизабет Виже-Лебрен хотела, чтобы дочь вошла в ту же социальную среду и стала художницей, как и её мать, однако Жюли Лебрен предпочитала собственную идентичность и в конце концов восстала против матери. Разрыв между ними произошёл в Российской империи. Родители Жюли хотели, чтобы она вышла замуж за художника Пьера-Нарсиса Герена (1774—1833). Однако Жюли Лебрен познакомилась с Гаэтаном-Бернаром Нигрисом (ок. 1766—ок. 1831), который был секретарём графа Григория Ивановича Чернышёва, директора Императорского двора в Санкт-Петербурге. Вопреки желанию её матери они поженились в этом городе 31 августа 1799 года.
В 1804 году Жюли Лебрен вернулась в Париж. Пара рассталась после восьми лет брака; детей у них не было. Жюли пыталась обеспечить себя своим искусством, представив в 1811 году свои работы под именем «Nigris» на выставке на улице Сен-Лазар.
Жюли Лебрен умерла 8 декабря 1819 году почти в полной нищете, унаследовав долги своего отца.